# Прапор Купчіні
Прапор Купчіні — офіційний символ міста Купчінь у Молдові, затверджений міською Радою 1 грудня 2006 року та Національною комісією геральдики 20 грудня 2006 року. Проект прапора розроблений Сільвіу Табаком. 
Прапор являє собою полотно червоного кольору. У центрі полотна фамільний герб Івана Купчича.